# Parvamussium intuslaeve
Parvamussium intuslaeve is een tweekleppigensoort uit de familie van de Propeamussiidae. De wetenschappelijke naam van de soort is voor het eerst geldig gepubliceerd in 2004 door Dijkstra & Gofas.